# Bedout Island
Bedout Island ist eine kleine zu Australien gehörende Insel. Sie liegt im östlichen Indischen Ozean etwa 40 km nördlich der Mündung des De Grey River. Administrativ gehört sie zur Region Pilbara in Western Australia und wird vom Department of Environment and Conservation verwaltet.

## Geographie
Bedout Island hat eine Fläche von 41 Hektar. Es herrscht ein arides Klima. Der jährliche Niederschlag beläuft sich auf etwa 300 mm. Gelegentlich wird die Insel von tropischen Wirbelstürmen getroffen, so zum Beispiel im April 2023, als Zyklon Ilsa die Insel mit über zehn Minuten anhaltenden Windgeschwindigkeiten von 218 km/h traf und damit einen neuen Windrekord für Australien aufstellte.

## Flora und Fauna
Die Vegetation von Bedout Island besteht aus Süßgräsern der Art Spinifex longifolius.
Die Insel wurde von BirdLife International als Important Bird Area (IBA, „wichtiges Vogelgebiet“) identifiziert. Sie weist die weltweit größte Population von Weißbauchtölpeln auf. Darüber hinaus zählen zur Avifauna der Insel der Arielfregattvogel, der Maskentölpel, die Eilseeschwalbe, die Rüppellseeschwalbe, die Silberkopfmöwe und der Weißbauch-Seeadler. Auf der Insel eingeführte Ratten wurden 1991 erfolgreich bekämpft.